# Tour de Californie 2015
La 10e édition du Tour de Californie a eu lieu du 10 au 17 mai 2015. La course fait partie du calendrier UCI America Tour 2015 en catégorie 2.HC.
L'épreuve a été remportée par le Slovaque Peter Sagan (Tinkoff-Saxo), vainqueur des quatrième et sixième étapes, qui s'impose aux jeux des bonifications trois secondes devant le Français Julian Alaphilippe (Etixx-Quick Step), lauréat de la septième étape, et 37 sur le Colombien Sergio Henao (Sky). C'est la première fois qu'aucun coureur américain n'est présent sur le podium.
Le Britannique Mark Cavendish (Etixx-Quick Step) remporte le classement des sprints, grâce notamment à quatre victoires d'étapes, l'Italien Daniel Oss (BMC Racing) s'adjuge quant à lui celui de la montagne et Alaphilippe celui du meilleur jeune. La formation britannique Sky gagne le classement par équipes.

## Présentation

### Équipes
Classé en catégorie 2.HC de l'UCI America Tour, le Tour de Californie est par conséquent ouvert aux WorldTeams dans la limite de 65 % des équipes participantes, aux équipes continentales professionnelles, aux équipes continentales et aux équipes nationales.
Dix-huit équipes participent à ce Tour de Californie - huit WorldTeams, quatre équipes continentales professionnelles et six équipes continentales :
| UCI WorldTeams      | UCI WorldTeams | UCI WorldTeams |
| Nom de l'équipe     | Pays           | Code           |
| ------------------- | -------------- | -------------- |
| BMC Racing          | États-Unis     | BMC            |
| Cannondale-Garmin   | États-Unis     | TCG            |
| Etixx-Quick Step    | Belgique       | EQS            |
| Giant-Alpecin       | Allemagne      | TGA            |
| Lotto NL-Jumbo      | Pays-Bas       | TLJ            |
| Sky                 | Royaume-Uni    | SKY            |
| Tinkoff-Saxo        | Russie         | TCS            |
| Trek Factory Racing | États-Unis     | TFR            |

| Équipes continentales professionnelles | Équipes continentales professionnelles | Équipes continentales professionnelles |
| Nom de l'équipe                        | Pays                                   | Code                                   |
| -------------------------------------- | -------------------------------------- | -------------------------------------- |
| Drapac                                 | Australie                              | DPC                                    |
| MTN-Qhubeka                            | Afrique du Sud                         | MTN                                    |
| Novo Nordisk                           | États-Unis                             | TNN                                    |
| UnitedHealthcare                       | États-Unis                             | UHC                                    |

| Équipes continentales          | Équipes continentales | Équipes continentales |
| Nom de l'équipe                | Pays                  | Code                  |
| ------------------------------ | --------------------- | --------------------- |
| Axeon                          | États-Unis            | BDT                   |
| Hincapie Racing                | États-Unis            | HSD                   |
| Jamis-Hagens Berman            | États-Unis            | JHB                   |
| Jelly Belly-Maxxis             | États-Unis            | JBC                   |
| Optum-Kelly Benefit Strategies | États-Unis            | OPM                   |
| SmartStop                      | États-Unis            | SSC                   |

### Favoris
Le vainqueur de l'édition 2014, le Britannique Bradley Wiggins, ne participe pas à l'édition de cette année, puisqu'il a repris sa carrière sur piste avec sa nouvelle formation nommée Wiggins. Au départ, on retrouve un seul ancien vainqueur de la course : le Néerlandais Robert Gesink (Lotto NL-Jumbo), lauréat de l'édition 2012, qui présentait la même étape reine qu'il avait remporté. L'Américain Andrew Talansky (Cannondale-Garmin) fait partie des favoris tout comme le Colombien Sergio Henao (Sky), qui est leader de son équipe tenante du titre, ainsi que l'Espagnol Haimar Zubeldia (Trek Factory Racing) huitième du Tour de France 2014. Le parcours peut également convenir au Français Warren Barguil (Giant-Alpecin) et au Néerlandais Laurens ten Dam (Lotto NL-Jumbo) qui pourraient suppléer Gesink en cas de contre-performance de son compatriote. D'autres outsiders sont attendus, comme le Sud-Africain Jacques Janse van Rensburg (MTN-Qhubeka), le Slovène Janez Brajkovič (UnitedHealthcare), qui a déjà terminé dans les dix premiers du Tour de France, ou l'Américain Phillip Gaimon (Optum-Kelly Benefit Strategies).
Pour les victoires d'étapes, l'un des favoris est le Britannique Mark Cavendish (Etixx-Quick Step), qui peut compter sur son habituel train pour l'emmener au sprint. Le Slovaque Peter Sagan (Tinkoff-Saxo), détenteur du record de victoires d'étape sur la course avec onze succès, est également un coureur à surveiller lors des sprints, en particulier sur les étapes vallonnées où les purs sprinteurs risquent d'être lâchés. Sagan a remporté le classement par points lors des cinq dernières éditions de la course. Parmi les autres coureurs rapides au sprint, on retrouve l'Américain Tyler Farrar, l'Allemand Gerald Ciolek, le Néerlandais Theo Bos et l'Australien Matthew Goss tous les quatre membres de l'équipe MTN-Qhubeka. Les autres prétendants pour les places d'honneurs sont l'Argentin Lucas Sebastián Haedo (Jamis-Hagens Berman), le Néerlandais Danny van Poppel (Trek Factory Racing) et le Canadien Guillaume Boivin (Optum-Kelly Benefit Strategies).

## Étapes

Cartographie
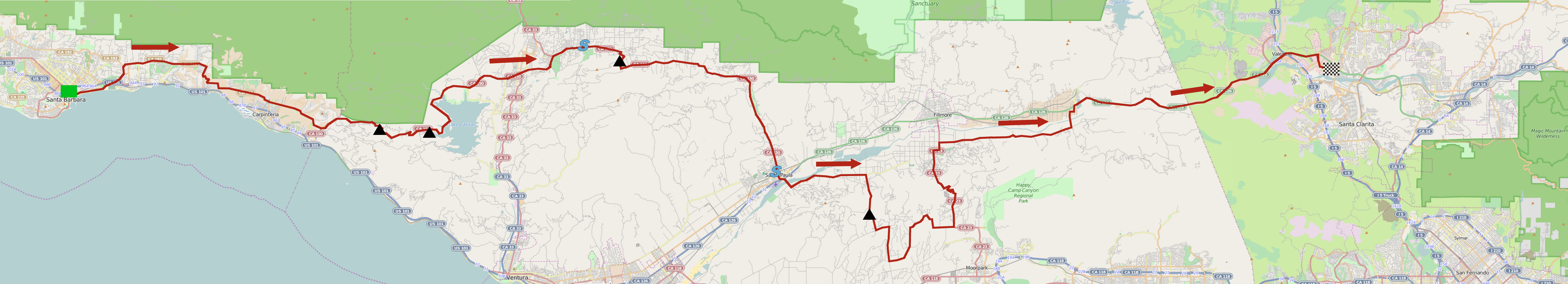
5e étape.
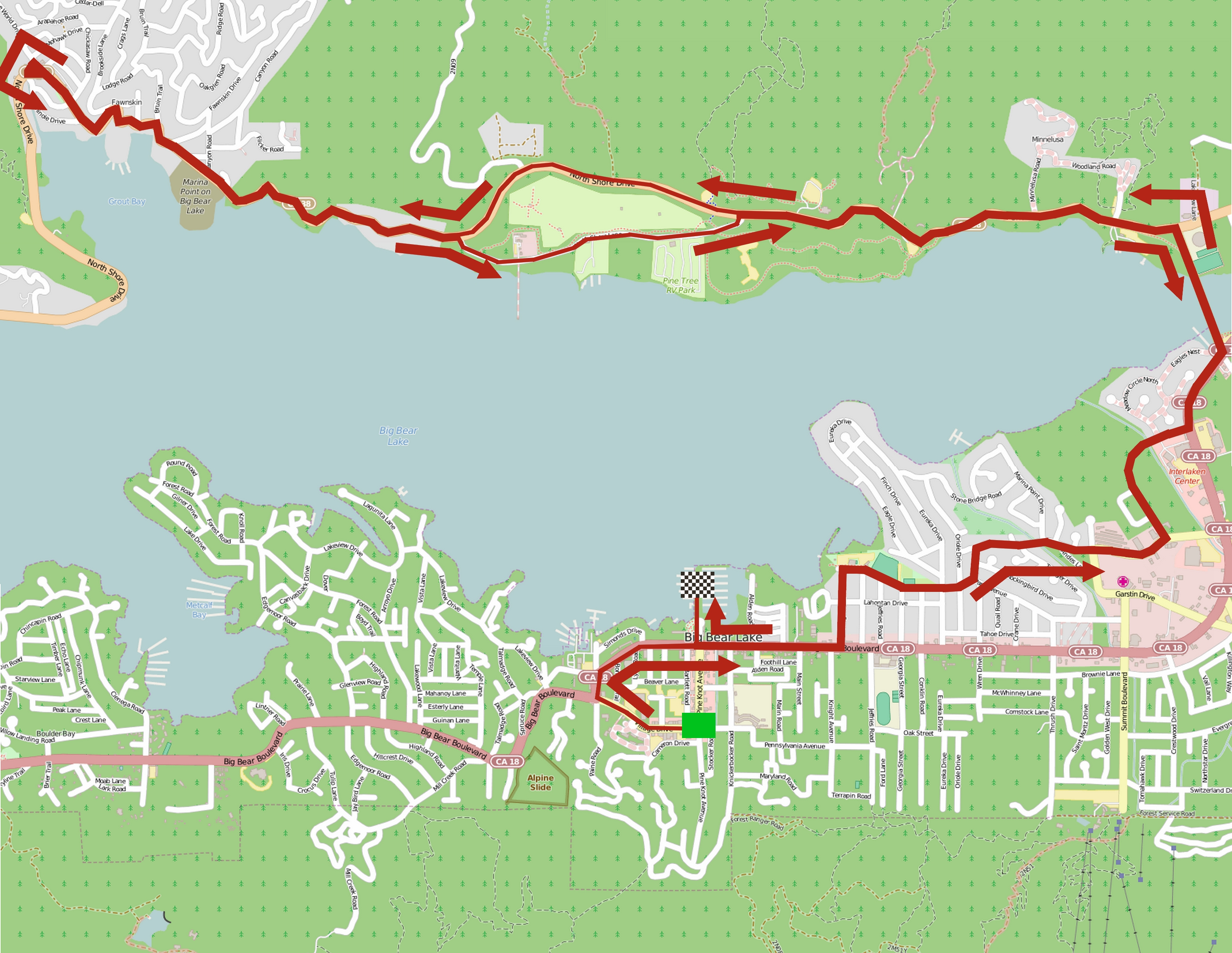
6e étape.
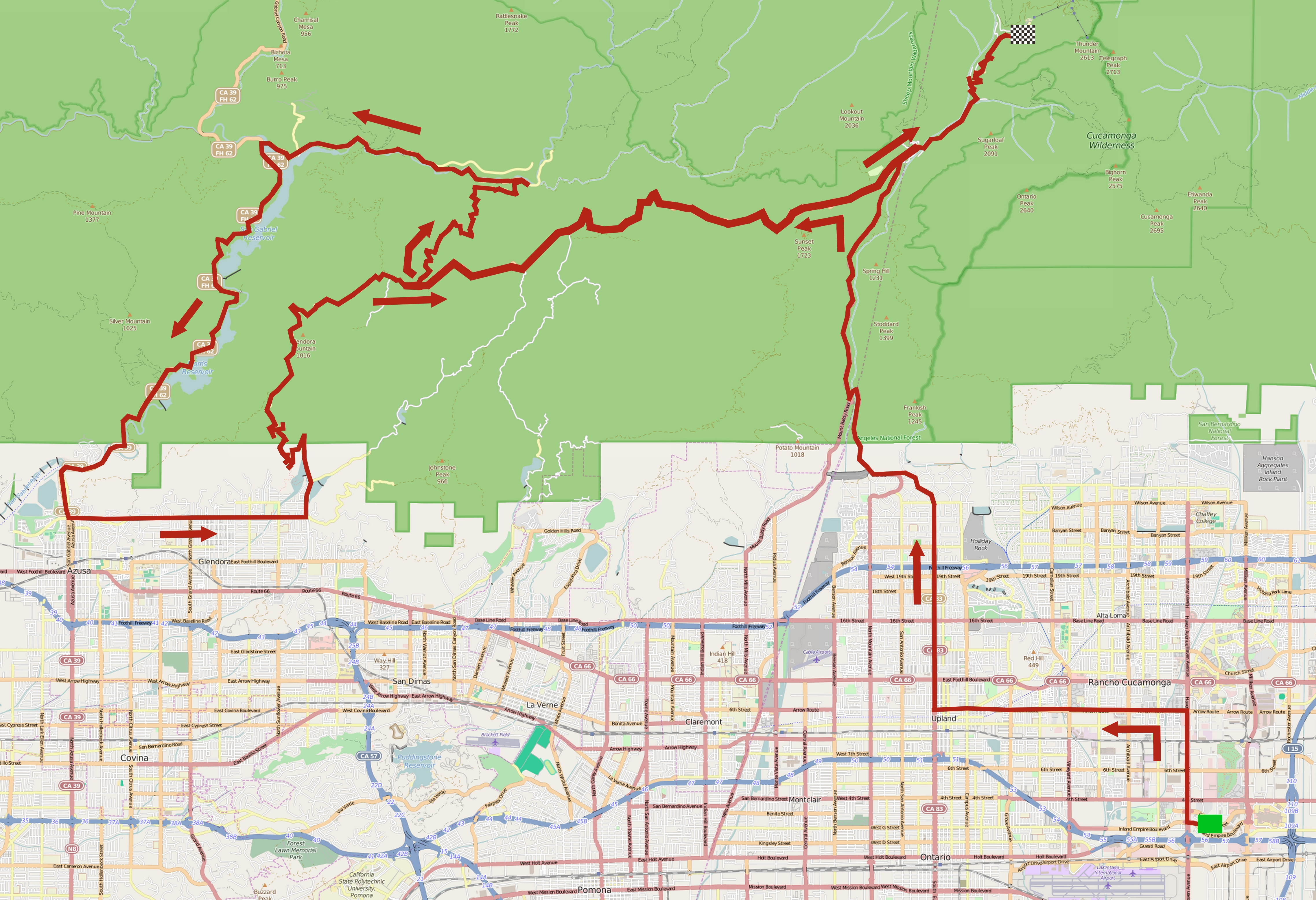
7e étape.
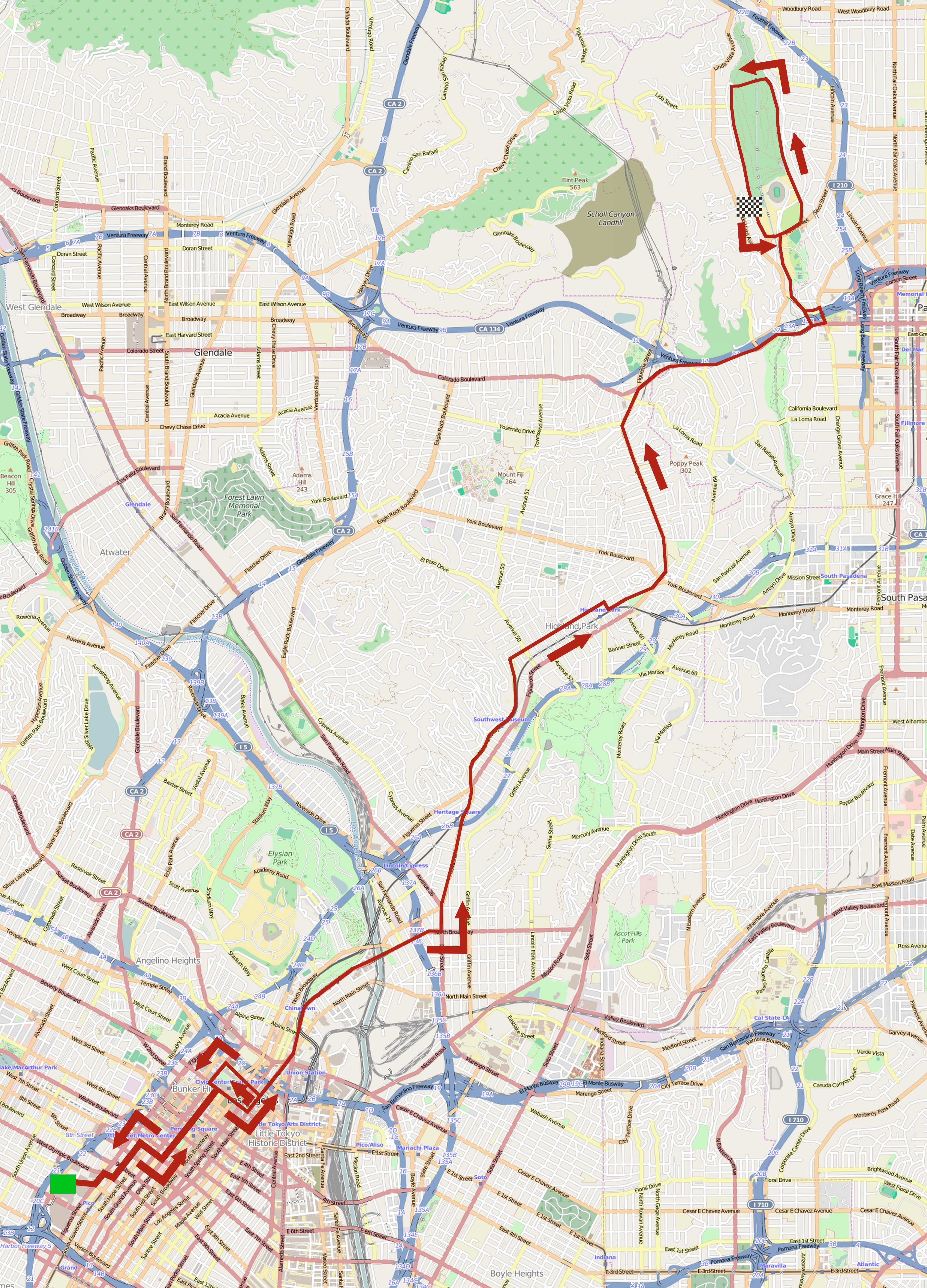
8e étape.

| Étape     | Date   | Villes étapes                 |                             | Distance (km) | Vainqueur d’étape  | Leader du classement général |
| --------- | ------ | ----------------------------- | --------------------------- | ------------- | ------------------ | ---------------------------- |
| 1re étape | 10 mai | Sacramento - Sacramento       | Étape de plaine             | 203,1         | Mark Cavendish     | Mark Cavendish               |
| 2e étape  | 11 mai | Nevada City - Lodi            | Étape vallonnée             | 193,7         | Mark Cavendish     | Mark Cavendish               |
| 3e étape  | 12 mai | San José - San José           | Étape de moyenne montagne   | 169,8         | Toms Skujiņš       | Toms Skujiņš                 |
| 4e étape  | 13 mai | Pismo Beach - Avila Beach     | Étape de plaine             | 173,1         | Peter Sagan        | Toms Skujiņš                 |
| 5e étape  | 14 mai | Santa Barbara - Santa Clarita | Étape vallonnée             | 154           | Mark Cavendish     | Toms Skujiņš                 |
| 6e étape  | 15 mai | Santa Clarita - Santa Clarita | Contre-la-montre individuel | 10,6          | Peter Sagan        | Peter Sagan                  |
| 7e étape  | 16 mai | Ontario - Mount Baldy (en)    | Étape de montagne           | 128,7         | Julian Alaphilippe | Julian Alaphilippe           |
| 8e étape  | 17 mai | Los Angeles - Pasadena        | Étape de plaine             | 105           | Mark Cavendish     | Peter Sagan                  |

- Cartographie
- 5e étape.
- 6e étape.
- 7e étape.
- 8e étape.

## Déroulement de la course

### 1reétape
La première étape, qui démarre et arrive à Sacramento, est plate et comprend trois sprints intermédiaires : l'un à Walnut Grove, l'autre à Isleton et le dernier à West Sacramento. Il n'y a pas d'ascensions classées, donc aucun point n'est attribué pour le maillot de meilleur grimpeur. Globalement, le dénivelé positif du parcours est de 430 mètres.
| Classement de l'étape | Classement de l'étape | Classement de l'étape | Classement de l'étape          | Classement de l'étape |
|                       | Coureur               | Pays                  | Équipe                         | Temps                 |
| --------------------- | --------------------- | --------------------- | ------------------------------ | --------------------- |
| 1er                   | Mark Cavendish        | Royaume-Uni           | Etixx-Quick Step               | en 4 h 43 min 27 s    |
| 2e                    | Peter Sagan           | Slovaquie             | Tinkoff-Saxo                   | m.t                   |
| 3e                    | Jempy Drucker         | Luxembourg            | BMC Racing                     | m.t                   |
| 4e                    | John Murphy           | États-Unis            | UnitedHealthcare               | m.t                   |
| 5e                    | Guillaume Boivin      | Canada                | Optum-Kelly Benefit Strategies | m.t                   |
| 6e                    | Zico Waeytens         | Belgique              | Giant-Alpecin                  | m.t                   |
| 7e                    | Wouter Wippert        | Pays-Bas              | Drapac                         | m.t                   |
| 8e                    | Tyler Farrar          | États-Unis            | MTN-Qhubeka                    | m.t                   |
| 9e                    | Koen de Kort          | Pays-Bas              | Giant-Alpecin                  | m.t                   |
| 10e                   | Danny van Poppel      | Pays-Bas              | Trek Factory Racing            | m.t                   |
| modifier              |                       |                       |                                |                       |

| Classement général | Classement général | Classement général | Classement général             | Classement général |
|                    | Coureur            | Pays               | Équipe                         | Temps              |
| ------------------ | ------------------ | ------------------ | ------------------------------ | ------------------ |
| 1er                | Mark Cavendish     | Royaume-Uni        | Etixx-Quick Step               | en 4 h 43 min 17 s |
| 2e                 | William Clarke     | Australie          | Drapac                         | + 1 s              |
| 3e                 | Peter Sagan        | Slovaquie          | Tinkoff-Saxo                   | + 4 s              |
| 4e                 | Jempy Drucker      | Luxembourg         | BMC Racing                     | + 6 s              |
| 5e                 | Rob Britton        | Canada             | SmartStop                      | + 6 s              |
| 6e                 | John Murphy        | États-Unis         | UnitedHealthcare               | + 10 s             |
| 7e                 | Guillaume Boivin   | Canada             | Optum-Kelly Benefit Strategies | + 10 s             |
| 8e                 | Zico Waeytens      | Belgique           | Giant-Alpecin                  | + 10 s             |
| 9e                 | Wouter Wippert     | Pays-Bas           | Drapac                         | + 10 s             |
| 10e                | Tyler Farrar       | États-Unis         | MTN-Qhubeka                    | + 10 s             |
| modifier           |                    |                    |                                |                    |

### 2eétape
La deuxième étape du Tour, de Nevada City à Lodi, est composé également de trois sprints intermédiaires qui sont inclus dans la première moitié de la course. Les coureurs franchissent le premier grand prix de la montagne - dont le sommet est situé à environ 64,4 kilomètres de l'arrivée - est qui déterminera le premier porteur du maillot du classement de la montagne. Globalement, le dénivelé positif du parcours est de 1800 mètres.
| Classement de l'étape | Classement de l'étape | Classement de l'étape | Classement de l'étape | Classement de l'étape |
|                       | Coureur               | Pays                  | Équipe                | Temps                 |
| --------------------- | --------------------- | --------------------- | --------------------- | --------------------- |
| 1er                   | Mark Cavendish        | Royaume-Uni           | Etixx-Quick Step      | en 4 h 47 min 2 s     |
| 2e                    | Peter Sagan           | Slovaquie             | Tinkoff-Saxo          | m.t                   |
| 3e                    | Wouter Wippert        | Pays-Bas              | Drapac                | m.t                   |
| 4e                    | John Murphy           | États-Unis            | UnitedHealthcare      | m.t                   |
| 5e                    | Danny van Poppel      | Pays-Bas              | Trek Factory Racing   | m.t                   |
| 6e                    | Jempy Drucker         | Luxembourg            | BMC Racing            | m.t                   |
| 7e                    | Lucas Sebastián Haedo | Argentine             | Jamis-Hagens Berman   | m.t                   |
| 8e                    | Tyler Farrar          | États-Unis            | MTN-Qhubeka           | m.t                   |
| 9e                    | Jure Kocjan           | Slovénie              | SmartStop             | m.t                   |
| 10e                   | Zico Waeytens         | Belgique              | Giant-Alpecin         | m.t                   |
| modifier              |                       |                       |                       |                       |

| Classement général | Classement général | Classement général | Classement général  | Classement général |
|                    | Coureur            | Pays               | Équipe              | Temps              |
| ------------------ | ------------------ | ------------------ | ------------------- | ------------------ |
| 1er                | Mark Cavendish     | Royaume-Uni        | Etixx-Quick Step    | en 9 h 30 min 9 s  |
| 2e                 | Peter Sagan        | Slovaquie          | Tinkoff-Saxo        | + 8 s              |
| 3e                 | Robin Carpenter    | États-Unis         | Hincapie Racing     | + 11 s             |
| 4e                 | William Clarke     | Australie          | Drapac              | + 11 s             |
| 5e                 | Markel Irizar      | Espagne            | Trek Factory Racing | + 14 s             |
| 6e                 | Jempy Drucker      | Luxembourg         | BMC Racing          | + 16 s             |
| 7e                 | Wouter Wippert     | Pays-Bas           | Drapac              | + 16 s             |
| 8e                 | Rob Britton        | Canada             | SmartStop           | + 16 s             |
| 9e                 | John Murphy        | États-Unis         | UnitedHealthcare    | + 20 s             |
| 10e                | Danny van Poppel   | Pays-Bas           | Trek Factory Racing | + 20 s             |
| modifier           |                    |                    |                     |                    |

### 3eétape
La troisième étape, démarre et arrive à San José, comprend un seul sprint intermédiaire à Livermore, juste avant la partie vallonnée de l'étape. À partir de là, il y a cinq grands prix de la montagne, dont le plus important est la montée vers le Mount Hamilton. Globalement, le dénivelé positif du parcours est de 3100 mètres.
| Classement de l'étape | Classement de l'étape | Classement de l'étape | Classement de l'étape          | Classement de l'étape |
|                       | Coureur               | Pays                  | Équipe                         | Temps                 |
| --------------------- | --------------------- | --------------------- | ------------------------------ | --------------------- |
| 1er                   | Toms Skujiņš          | Lettonie              | Hincapie Racing                | en 4 h 33 min 10 s    |
| 2e                    | Peter Sagan           | Slovaquie             | Tinkoff-Saxo                   | + 1 min 6 s           |
| 3e                    | Julian Alaphilippe    | France                | Etixx-Quick Step               | + 1 min 6 s           |
| 4e                    | Daniel Jaramillo      | Colombie              | Jamis-Hagens Berman            | + 1 min 6 s           |
| 5e                    | Danilo Wyss           | Suisse                | BMC Racing                     | + 1 min 9 s           |
| 6e                    | Robert Gesink         | Pays-Bas              | Lotto NL-Jumbo                 | + 1 min 9 s           |
| 7e                    | Sergio Henao          | Colombie              | Sky                            | + 1 min 9 s           |
| 8e                    | Michael Woods         | Canada                | Optum-Kelly Benefit Strategies | + 1 min 9 s           |
| 9e                    | Lawson Craddock       | États-Unis            | Giant-Alpecin                  | + 1 min 9 s           |
| 10e                   | Joe Dombrowski        | États-Unis            | Cannondale-Garmin              | + 1 min 9 s           |
| modifier              |                       |                       |                                |                       |

| Classement général | Classement général | Classement général | Classement général  | Classement général |
|                    | Coureur            | Pays               | Équipe              | Temps              |
| ------------------ | ------------------ | ------------------ | ------------------- | ------------------ |
| 1er                | Toms Skujiņš       | Lettonie           | Hincapie Racing     | en 14 h 4 min 1 s  |
| 2e                 | Peter Sagan        | Slovaquie          | Tinkoff-Saxo        | + 32 s             |
| 3e                 | Rob Britton        | Canada             | SmartStop           | + 43 s             |
| 4e                 | Julian Alaphilippe | France             | Etixx-Quick Step    | + 44 s             |
| 5e                 | Daniel Jaramillo   | Colombie           | Jamis-Hagens Berman | + 44 s             |
| 6e                 | Dion Smith         | Nouvelle-Zélande   | Hincapie Racing     | + 47 s             |
| 7e                 | Robert Gesink      | Pays-Bas           | Lotto NL-Jumbo      | + 47 s             |
| 8e                 | Ben Hermans        | Belgique           | BMC Racing          | + 47 s             |
| 9e                 | Lawson Craddock    | États-Unis         | Giant-Alpecin       | + 47 s             |
| 10e                | Jay McCarthy       | Australie          | Tinkoff-Saxo        | + 47 s             |
| modifier           |                    |                    |                     |                    |

### 4eétape
La quatrième étape, de Pismo Beach à Avila Beach, comporte à nouveau trois sprints intermédiaires : à Guadalupe, Orcutt et Arroyo Grande. Avant le troisième sprint, le peloton doit franchir la montée sur Tepusquet Road, situé à mi-chemin sur la parcours. Globalement, le dénivelé positif du parcours est de 1600 mètres.
| Classement de l'étape | Classement de l'étape | Classement de l'étape | Classement de l'étape | Classement de l'étape |
|                       | Coureur               | Pays                  | Équipe                | Temps                 |
| --------------------- | --------------------- | --------------------- | --------------------- | --------------------- |
| 1er                   | Peter Sagan           | Slovaquie             | Tinkoff-Saxo          | en 4 h 6 min 56 s     |
| 2e                    | Wouter Wippert        | Pays-Bas              | Drapac                | m.t                   |
| 3e                    | Mark Cavendish        | Royaume-Uni           | Etixx-Quick Step      | m.t                   |
| 4e                    | Lucas Sebastián Haedo | Argentine             | Jamis-Hagens Berman   | m.t                   |
| 5e                    | Tyler Farrar          | États-Unis            | MTN-Qhubeka           | m.t                   |
| 6e                    | Jasper Stuyven        | Belgique              | Trek Factory Racing   | m.t                   |
| 7e                    | Jempy Drucker         | Luxembourg            | BMC Racing            | m.t                   |
| 8e                    | Daniel Oss            | Italie                | BMC Racing            | m.t                   |
| 9e                    | Jure Kocjan           | Slovénie              | SmartStop             | m.t                   |
| 10e                   | John Murphy           | États-Unis            | UnitedHealthcare      | m.t                   |
| modifier              |                       |                       |                       |                       |

| Classement général | Classement général | Classement général | Classement général  | Classement général  |
|                    | Coureur            | Pays               | Équipe              | Temps               |
| ------------------ | ------------------ | ------------------ | ------------------- | ------------------- |
| 1er                | Toms Skujiņš       | Lettonie           | Hincapie Racing     | en 18 h 10 min 57 s |
| 2e                 | Peter Sagan        | Slovaquie          | Tinkoff-Saxo        | + 22 s              |
| 3e                 | Rob Britton        | Canada             | SmartStop           | + 43 s              |
| 4e                 | Julian Alaphilippe | France             | Etixx-Quick Step    | + 44 s              |
| 5e                 | Daniel Jaramillo   | Colombie           | Jamis-Hagens Berman | + 44 s              |
| 6e                 | Robert Gesink      | Pays-Bas           | Lotto NL-Jumbo      | + 47 s              |
| 7e                 | Ben Hermans        | Belgique           | BMC Racing          | + 47 s              |
| 8e                 | Dion Smith         | Nouvelle-Zélande   | Hincapie Racing     | + 47 s              |
| 9e                 | Lawson Craddock    | États-Unis         | Giant-Alpecin       | + 47 s              |
| 10e                | Jay McCarthy       | Australie          | Tinkoff-Saxo        | + 47 s              |
| modifier           |                    |                    |                     |                     |

### 5eétape
L'étape, de Santa Barbara à Santa Clarita, dispose de deux sprints intermédiaires à Ojai et Santa Paula. Quatre ascensions classées sont au menu, trois d'entre elles étant situées sur l'autoroute 150 et la dernière sur Balcom Canyon. La fin du parcours jusqu'à Santa Clarita est principalement plate. Globalement, le dénivelé positif du parcours est de 2300 mètres.
| Classement de l'étape | Classement de l'étape | Classement de l'étape | Classement de l'étape          | Classement de l'étape |
|                       | Coureur               | Pays                  | Équipe                         | Temps                 |
| --------------------- | --------------------- | --------------------- | ------------------------------ | --------------------- |
| 1er                   | Mark Cavendish        | Royaume-Uni           | Etixx-Quick Step               | en 3 h 51 min 37 s    |
| 2e                    | Zico Waeytens         | Belgique              | Giant-Alpecin                  | m.t                   |
| 3e                    | Peter Sagan           | Slovaquie             | Tinkoff-Saxo                   | m.t                   |
| 4e                    | Jempy Drucker         | Luxembourg            | BMC Racing                     | m.t                   |
| 5e                    | Danny van Poppel      | Pays-Bas              | Trek Factory Racing            | m.t                   |
| 6e                    | Guillaume Boivin      | Canada                | Optum-Kelly Benefit Strategies | m.t                   |
| 7e                    | John Murphy           | États-Unis            | UnitedHealthcare               | m.t                   |
| 8e                    | Matthew Goss          | Australie             | MTN-Qhubeka                    | m.t                   |
| 9e                    | Mike Teunissen        | Pays-Bas              | Lotto NL-Jumbo                 | m.t                   |
| 10e                   | Justin Oien           | États-Unis            | Axeon                          | m.t                   |
| modifier              |                       |                       |                                |                       |

| Classement général | Classement général | Classement général | Classement général | Classement général |
|                    | Coureur            | Pays               | Équipe             | Temps              |
| ------------------ | ------------------ | ------------------ | ------------------ | ------------------ |
| 1er                | Toms Skujiņš       | Lettonie           | Hincapie Racing    | en 22 h 2 min 34 s |
| 2e                 | Peter Sagan        | Slovaquie          | Tinkoff-Saxo       | + 18 s             |
| 3e                 | Julian Alaphilippe | France             | Etixx-Quick Step   | + 44 s             |
| 4e                 | Robert Gesink      | Pays-Bas           | Lotto NL-Jumbo     | + 47 s             |
| 5e                 | Dion Smith         | Nouvelle-Zélande   | Hincapie Racing    | + 47 s             |
| 6e                 | Ben Hermans        | Belgique           | BMC Racing         | + 47 s             |
| 7e                 | Lawson Craddock    | États-Unis         | Giant-Alpecin      | + 47 s             |
| 8e                 | Jay McCarthy       | Australie          | Tinkoff-Saxo       | + 47 s             |
| 9e                 | Peter Kennaugh     | Royaume-Uni        | Sky                | + 47 s             |
| 10e                | Janez Brajkovič    | Slovénie           | UnitedHealthcare   | + 47 s             |
| modifier           |                    |                    |                    |                    |

### 6eétape
L'étape, de  devait initialement se courir autour de Big Bear Lake, mais en raison de la neige, l'étape est finalement disputée à Santa Clarita.
| Classement de l'étape | Classement de l'étape | Classement de l'étape | Classement de l'étape          | Classement de l'étape |
|                       | Coureur               | Pays                  | Équipe                         | Temps                 |
| --------------------- | --------------------- | --------------------- | ------------------------------ | --------------------- |
| 1er                   | Peter Sagan           | Slovaquie             | Tinkoff-Saxo                   | en 12 min 31 s        |
| 2e                    | Jos van Emden         | Pays-Bas              | Lotto NL-Jumbo                 | + 15 s                |
| 3e                    | Julian Alaphilippe    | France                | Etixx-Quick Step               | + 19 s                |
| 4e                    | Joey Rosskopf         | États-Unis            | BMC Racing                     | + 20 s                |
| 5e                    | Daniele Bennati       | Italie                | Tinkoff-Saxo                   | + 22 s                |
| 6e                    | Tom Zirbel            | États-Unis            | Optum-Kelly Benefit Strategies | + 26 s                |
| 7e                    | Sergio Henao          | Colombie              | Sky                            | + 26 s                |
| 8e                    | Jay McCarthy          | Australie             | Tinkoff-Saxo                   | + 27 s                |
| 9e                    | Robert Gesink         | Pays-Bas              | Lotto NL-Jumbo                 | + 27 s                |
| 10e                   | Daniel Oss            | Italie                | BMC Racing                     | + 28 s                |
| modifier              |                       |                       |                                |                       |

| Classement général | Classement général | Classement général | Classement général  | Classement général  |
|                    | Coureur            | Pays               | Équipe              | Temps               |
| ------------------ | ------------------ | ------------------ | ------------------- | ------------------- |
| 1er                | Peter Sagan        | Slovaquie          | Tinkoff-Saxo        | en 22 h 15 min 23 s |
| 2e                 | Toms Skujiņš       | Lettonie           | Hincapie Racing     | + 28 s              |
| 3e                 | Julian Alaphilippe | France             | Etixx-Quick Step    | + 45 s              |
| 4e                 | Joey Rosskopf      | États-Unis         | BMC Racing          | + 49 s              |
| 5e                 | Sergio Henao       | Colombie           | Sky                 | + 55 s              |
| 6e                 | Jay McCarthy       | Australie          | Tinkoff-Saxo        | + 56 s              |
| 7e                 | Robert Gesink      | Pays-Bas           | Lotto NL-Jumbo      | + 56 s              |
| 8e                 | Benjamin King      | États-Unis         | Cannondale-Garmin   | + 58 s              |
| 9e                 | Dion Smith         | Nouvelle-Zélande   | Hincapie Racing     | + 1 min 3 s         |
| 10e                | Haimar Zubeldia    | Espagne            | Trek Factory Racing | + 1 min 4 s         |
| modifier           |                    |                    |                     |                     |

### 7eétape
Il s'agit de l'étape reine du Tour de Californie 2015 se déroule entre Ontario et Mount Baldy (en). Les coureurs franchissent le premier col de la journée qui est Glendora Ridge Road, puis après une rapide descente, ils remontent immédiatement le Mount Baldy Ski Lifts, une ascension qui amène les coureurs d'une altitude de 300 mètres à 2 100 mètres. Globalement, le dénivelé positif du parcours est de 3500 mètres.
| Classement de l'étape | Classement de l'étape | Classement de l'étape | Classement de l'étape | Classement de l'étape |
|                       | Coureur               | Pays                  | Équipe                | Temps                 |
| --------------------- | --------------------- | --------------------- | --------------------- | --------------------- |
| 1er                   | Julian Alaphilippe    | France                | Etixx-Quick Step      | en 3 h 42 min 13 s    |
| 2e                    | Sergio Henao          | Colombie              | Sky                   | + 23 s                |
| 3e                    | Ian Boswell           | États-Unis            | Sky                   | + 23 s                |
| 4e                    | Joe Dombrowski        | États-Unis            | Cannondale-Garmin     | + 36 s                |
| 5e                    | Riccardo Zoidl        | Autriche              | Trek Factory Racing   | + 45 s                |
| 6e                    | Peter Sagan           | Slovaquie             | Tinkoff-Saxo          | + 47 s                |
| 7e                    | Haimar Zubeldia       | Espagne               | Trek Factory Racing   | + 53 s                |
| 8e                    | Robert Gesink         | Pays-Bas              | Lotto NL-Jumbo        | + 1 min 0 s           |
| 9e                    | Peter Kennaugh        | Royaume-Uni           | Sky                   | + 1 min 17 s          |
| 10e                   | Laurens ten Dam       | Pays-Bas              | Lotto NL-Jumbo        | + 1 min 26 s          |
| modifier              |                       |                       |                       |                       |

| Classement général | Classement général | Classement général | Classement général  | Classement général  |
|                    | Coureur            | Pays               | Équipe              | Temps               |
| ------------------ | ------------------ | ------------------ | ------------------- | ------------------- |
| 1er                | Julian Alaphilippe | France             | Etixx-Quick Step    | en 25 h 58 min 21 s |
| 2e                 | Peter Sagan        | Slovaquie          | Tinkoff-Saxo        | + 2 s               |
| 3e                 | Sergio Henao       | Colombie           | Sky                 | + 33 s              |
| 4e                 | Joe Dombrowski     | États-Unis         | Cannondale-Garmin   | + 1 min 10 s        |
| 5e                 | Robert Gesink      | Pays-Bas           | Lotto NL-Jumbo      | + 1 min 11 s        |
| 6e                 | Haimar Zubeldia    | Espagne            | Trek Factory Racing | + 1 min 12 s        |
| 7e                 | Ian Boswell        | États-Unis         | Sky                 | + 1 min 19 s        |
| 8e                 | Riccardo Zoidl     | Autriche           | Trek Factory Racing | + 1 min 20 s        |
| 9e                 | Peter Kennaugh     | Royaume-Uni        | Sky                 | + 1 min 40 s        |
| 10e                | Rob Britton        | Canada             | SmartStop           | + 2 min 6 s         |
| modifier           |                    |                    |                     |                     |

### 8eétape
La dernière étape, de Los Angeles à Pasadena, est aussi l'étape de la plus courte. Il y a un sprint intermédiaire lors du premier passage sur la ligne d'arrivée. Le parcours est tracé en circuit à Pasadena. Aucun classement de la montagne n'est au programme de cette étape. Globalement, le dénivelé positif du parcours est de 610 mètres.
| Classement de l'étape | Classement de l'étape | Classement de l'étape | Classement de l'étape | Classement de l'étape |
|                       | Coureur               | Pays                  | Équipe                | Temps                 |
| --------------------- | --------------------- | --------------------- | --------------------- | --------------------- |
| 1er                   | Mark Cavendish        | Royaume-Uni           | Etixx-Quick Step      | en 2 h 14 min 55 s    |
| 2e                    | Wouter Wippert        | Pays-Bas              | Drapac                | m.t                   |
| 3e                    | Peter Sagan           | Slovaquie             | Tinkoff-Saxo          | m.t                   |
| 4e                    | Tyler Farrar          | États-Unis            | MTN-Qhubeka           | m.t                   |
| 5e                    | Tom Van Asbroeck      | Belgique              | Lotto NL-Jumbo        | m.t                   |
| 6e                    | Lucas Sebastián Haedo | Argentine             | Jamis-Hagens Berman   | m.t                   |
| 7e                    | Zico Waeytens         | Belgique              | Giant-Alpecin         | m.t                   |
| 8e                    | Andrea Peron          | Italie                | Novo Nordisk          | m.t                   |
| 9e                    | Logan Owen            | États-Unis            | Axeon                 | m.t                   |
| 10e                   | Martijn Verschoor     | Pays-Bas              | Novo Nordisk          | m.t                   |
| modifier              |                       |                       |                       |                       |

## Classements finals

### Classement général final
| Classement général final | Classement général final | Classement général final | Classement général final | Classement général final |
|                          | Coureur                  | Pays                     | Équipe                   | Temps                    |
| ------------------------ | ------------------------ | ------------------------ | ------------------------ | ------------------------ |
| 1er                      | Peter Sagan              | Slovaquie                | Tinkoff-Saxo             | en 28 h 13 min 12 s      |
| 2e                       | Julian Alaphilippe       | France                   | Etixx-Quick Step         | + 3 s                    |
| 3e                       | Sergio Henao             | Colombie                 | Sky                      | + 37 s                   |
| 4e                       | Joe Dombrowski           | États-Unis               | Cannondale-Garmin        | + 1 min 14 s             |
| 5e                       | Robert Gesink            | Pays-Bas                 | Lotto NL-Jumbo           | + 1 min 15 s             |
| 6e                       | Haimar Zubeldia          | Espagne                  | Trek Factory Racing      | + 1 min 16 s             |
| 7e                       | Ian Boswell              | États-Unis               | Sky                      | + 1 min 23 s             |
| 8e                       | Riccardo Zoidl           | Autriche                 | Trek Factory Racing      | + 1 min 24 s             |
| 9e                       | Peter Kennaugh           | Royaume-Uni              | Sky                      | + 1 min 44 s             |
| 10e                      | Rob Britton              | Canada                   | SmartStop                | + 2 min 10 s             |
| modifier                 |                          |                          |                          |                          |

### Classements annexes
| Classement des sprints | Classement des sprints | Classement des sprints | Classement des sprints | Classement des sprints |
| ---------------------- | ---------------------- | ---------------------- | ---------------------- | ---------------------- |
|                        | Coureur                | Pays                   | Équipe                 | Point(s)               |
| 1er                    | Mark Cavendish         | Royaume-Uni            | Etixx-Quick Step       | 75 points              |
| 2e                     | Peter Sagan            | Slovaquie              | Tinkoff-Saxo           | 62 pts                 |
| 3e                     | Wouter Wippert         | Pays-Bas               | Drapac                 | 38 pts                 |
| modifier               |                        |                        |                        |                        |

| Classement de la montagne | Classement de la montagne | Classement de la montagne | Classement de la montagne | Classement de la montagne |
| ------------------------- | ------------------------- | ------------------------- | ------------------------- | ------------------------- |
|                           | Coureur                   | Pays                      | Équipe                    | Point(s)                  |
| 1er                       | Daniel Oss                | Italie                    | BMC Racing                | 48 points                 |
| 2e                        | Toms Skujiņš              | Lettonie                  | Hincapie Racing           | 33 pts                    |
| 3e                        | Lachlan Morton            | Australie                 | Jelly Belly-Maxxis        | 20 pts                    |
| modifier                  |                           |                           |                           |                           |

| Classement du meilleur jeune | Classement du meilleur jeune | Classement du meilleur jeune | Classement du meilleur jeune | Classement du meilleur jeune |
|                              | Coureur                      | Pays                         | Équipe                       | Temps                        |
| ---------------------------- | ---------------------------- | ---------------------------- | ---------------------------- | ---------------------------- |
| 1er                          | Julian Alaphilippe           | France                       | Etixx-Quick Step             | en 28 h 13 min 15 s          |
| 2e                           | Tao Geoghegan Hart           | Royaume-Uni                  | Axeon                        | + 2 min 33 s                 |
| 3e                           | Jay McCarthy                 | Australie                    | Tinkoff-Saxo                 | + 3 min 13 s                 |
| modifier                     |                              |                              |                              |                              |

| Classement par équipes | Classement par équipes | Classement par équipes | Classement par équipes |
|                        | Équipe                 | Pays                   | Temps                  |
| ---------------------- | ---------------------- | ---------------------- | ---------------------- |
| 1re                    | Sky                    | Royaume-Uni            | en 84 h 43 min 10 s    |
| 2e                     | Trek Factory Racing    | États-Unis             | + 4 min 6 s            |
| 3e                     | BMC Racing             | États-Unis             | + 5 min 35 s           |
| modifier               |                        |                        |                        |

### UCI America Tour
Ce Tour de Californie attribue des points pour l'UCI America Tour 2015, par équipes seulement aux coureurs des équipes continentales professionnelles et continentales, individuellement à tous les coureurs sauf ceux faisant partie d'une équipe ayant un label WorldTeam.
| Position,          | 1er | 2e | 3e | 4e | 5e | 6e | 7e | 8e | 9e | 10e | 11e | 12e | 13e | 14e | 15e |
| Classement général | 100 | 70 | 40 | 30 | 25 | 20 | 15 | 10 | 9  | 8   | 7   | 6   | 5   | 4   | 3   |
| Par étape          | 20  | 14 | 8  | 7  | 6  | 5  | 4  | 2  |    |     |     |     |     |     |     |
| Leader, par étape  | 10  |    |    |    |    |    |    |    |    |     |     |     |     |     |     |

| Cycliste              | Équipe                         | Général | Étape | Leader | Total |
| --------------------- | ------------------------------ | ------- | ----- | ------ | ----- |
| Toms Skujiņš          | Hincapie Racing                | -       | 20    | 30     | 50    |
| Wouter Wippert        | Drapac                         | -       | 40    | -      | 40    |
| John Murphy           | UnitedHealthcare               | -       | 18    | -      | 18    |
| Tyler Farrar          | MTN-Qhubeka                    | -       | 17    | -      | 17    |
| Lucas Sebastián Haedo | Jamis-Hagens Berman            | -       | 16    | -      | 16    |
| Guillaume Boivin      | Optum-Kelly Benefit Strategies | -       | 11    | -      | 11    |
| Rob Britton           | SmartStop                      | 8       | -     | -      | 8     |
| Daniel Jaramillo      | Jamis-Hagens Berman            | -       | 7     | -      | 7     |
| Lachlan Norris        | Drapac                         | 7       | -     | -      | 7     |
| Tao Geoghegan Hart    | Axeon                          | 5       | -     | -      | 5     |
| Tom Zirbel            | Optum-Kelly Benefit Strategies | -       | 5     | -      | 5     |
| Phillip Gaimon        | Optum-Kelly Benefit Strategies | 4       | -     | -      | 4     |
| Matthew Goss          | MTN-Qhubeka                    | -       | 2     | -      | 2     |
| Andrea Peron          | Novo Nordisk                   | -       | 2     | -      | 2     |
| Michael Woods         | Optum-Kelly Benefit Strategies | -       | 2     | -      | 2     |

## Évolution des classements
Au cours de ce Tour de Californie 2015, cinq maillots sont attribués. Pour le classement général, qui est calculé par l'addition des temps à l'arrivée de chaque étape, le leader reçoit un maillot jaune (Amgen Race leader Jersey). Ce classement est considéré comme le plus important du Tour de Californie et le vainqueur du classement général est considéré comme le vainqueur du Tour de Californie.
En outre, il y a aussi un classement des sprints, semblable à ce qu'on appelle le classement par points sur les autres courses, qui décerne un maillot vert (Visit California Sprint Jersey). Dans le classement des sprints, les cyclistes reçoivent des points par ordre décroissant lorsqu'ils terminent dans les quinze premiers d'une étape. En outre, certains points peuvent être gagnés dans les sprints intermédiaires.
Il y a aussi un classement de la montagne, qui décerne un maillot à pois (Lexus King of the Mountain Jersey). Les points sont attribués au sommet de chaque côte répertoriée. Chaque ascension est classée, soit en première, deuxième, troisième ou quatrième catégorie, avec un barème adapté en fonction de la difficulté de l'ascension.
Il y a aussi un classement des jeunes. Ce classement est calculé de la même manière que le classement général, mais seuls les jeunes cyclistes (âgés de 23 ans maximum dans l'année) sont concernés. Le leader du classement des jeunes reçoit un maillot blanc (SRAM Best Young Rider Jersey).
Le dernier maillot est attribué au coureur le plus combatif de chaque étape. Il est généralement attribué à un coureur qui attaque constamment ou membre de l'échappée matinale. Ce maillot est bleu et blanc (Amgen Breakaway from Cancer® Most Courageous Rider Jersey).
Il y a également un classement par équipes. Dans ce classement, les temps des trois meilleurs coureurs par étapes sont ajoutés et l'équipe avec le meilleur temps est le leader.
| Étape              | Vainqueur          | Classement général | Classement des sprints | Classement de la montagne | Classement du meilleur jeune | Classement par équipes | Coureur le plus combatif |
| ------------------ | ------------------ | ------------------ | ---------------------- | ------------------------- | ---------------------------- | ---------------------- | ------------------------ |
| 1                  | Mark Cavendish     | Mark Cavendish     | Mark Cavendish         | Non décerné               | Zico Waeytens                | BMC Racing             | William Clarke           |
| 2                  | Mark Cavendish     | Mark Cavendish     | Mark Cavendish         | Robin Carpenter           | Robin Carpenter              | Tinkoff-Saxo           | Markel Irizar            |
| 3                  | Toms Skujiņš       | Toms Skujiņš       | Mark Cavendish         | Toms Skujiņš              | Julian Alaphilippe           | BMC Racing             | Daniel Oss               |
| 4                  | Peter Sagan        | Toms Skujiņš       | Mark Cavendish         | Toms Skujiņš              | Julian Alaphilippe           | BMC Racing             | Gregory Daniel           |
| 5                  | Mark Cavendish     | Toms Skujiņš       | Mark Cavendish         | Toms Skujiņš              | Julian Alaphilippe           | BMC Racing             | Danilo Wyss              |
| 6                  | Peter Sagan        | Peter Sagan        | Mark Cavendish         | Toms Skujiņš              | Julian Alaphilippe           | BMC Racing             | Non décerné              |
| 7                  | Julian Alaphilippe | Julian Alaphilippe | Mark Cavendish         | Daniel Oss                | Julian Alaphilippe           | Sky                    | Lachlan Morton           |
| 8                  | Mark Cavendish     | Peter Sagan        | Mark Cavendish         | Daniel Oss                | Julian Alaphilippe           | Sky                    | Oscar Clark              |
| Classements finals | Classements finals | Peter Sagan        | Mark Cavendish         | Daniel Oss                | Julian Alaphilippe           | Sky                    | Non décerné              |

## Liste des participants
- Liste de départ complète

| Légende                             | Légende                                                                                                  | Légende                                | Légende                                                                                                  |
| ----------------------------------- | --- | -------------------------------------- | --- |
| Num                                 | Dossard de départ porté par le coureur sur ce Tour de Californie                                         | Pos                                    | Position finale au classement général                                                                    |
| Leader du classement général        | Indique le vainqueur du classement général                                                               | Leader du classement des sprints       | Indique le vainqueur du classement des sprints                                                           |
| Leader du classement de la montagne | Indique le vainqueur du classement de la montagne                                                        | Leader du classement du meilleur jeune | Indique le vainqueur du classement du meilleur jeune                                                     |
|                                     | Indique un maillot de champion national ou mondial, suivi de sa spécialité                               | #                                      | Indique la meilleure équipe                                                                              |
| NP                                  | Indique un coureur qui n'a pas pris le départ d'une étape, suivi du numéro de l'étape où il s'est retiré | AB                                     | Indique un coureur qui n'a pas terminé une étape, suivi du numéro de l'étape où il s'est retiré          |
| HD                                  | Indique un coureur qui a terminé une étape hors des délais, suivi du numéro de l'étape                   | *                                      | Indique un coureur en lice pour le classement du meilleur jeune (coureurs nés après le 1er janvier 1992) |

| Sky # SKY             | Sky # SKY                    | Sky # SKY |
| --------------------- | ---------------------------- | --------- |
| Num                   | Coureur                      | Pos       |
| 1                     | Peter Kennaugh (GBR) (Route) | 9e        |
| 2                     | Ian Boswell (USA)            | 7e        |
| 3                     | Philip Deignan (IRL)         | 29e       |
| 4                     | Xabier Zandio (ESP)          | 79e       |
| 5                     | Sergio Henao (COL)           | 3e        |
| 6                     | Christian Knees (GER)        | 26e       |
| 7                     | Danny Pate (USA)             | 51e       |
| 8                     | Nathan Earle (AUS)           | 112e      |
| Directeur sportif : ? |                              |           |

| Etixx-Quick Step EQS  | Etixx-Quick Step EQS           | Etixx-Quick Step EQS |
| --------------------- | ------------------------------ | -------------------- |
| Num                   | Coureur                        | Pos                  |
| 11                    | Mark Cavendish (GBR)           | 67e                  |
| 12                    | Julian Alaphilippe (FRA)*      | 2e                   |
| 13                    | Yves Lampaert (BEL)            | 80e                  |
| 14                    | Guillaume Van Keirsbulck (BEL) | 92e                  |
| 15                    | Mark Renshaw (AUS)             | 90e                  |
| 16                    | Matteo Trentin (ITA)           | 74e                  |
| 17                    | Stijn Vandenbergh (BEL)        | 101e                 |
| 18                    | Martin Velits (SVK)            | 109e                 |
| Directeur sportif : ? |                                |                      |

| BMC Racing BMC        | BMC Racing BMC            | BMC Racing BMC |
| --------------------- | ------------------------- | -------------- |
| Num                   | Coureur                   | Pos            |
| 21                    | Michael Schär (SUI)       | 25e            |
| 22                    | Jempy Drucker (LUX)       | 64e            |
| 23                    | Campbell Flakemore (AUS)* | 62e            |
| 24                    | Daniel Oss (ITA)          | 41e            |
| 25                    | Ben Hermans (BEL)         | 12e            |
| 26                    | Joey Rosskopf (USA)       | 23e            |
| 27                    | Manuel Senni (ITA)*       | 19e            |
| 28                    | Danilo Wyss (SUI)         | 18e            |
| Directeur sportif : ? |                           |                |

| Giant-Alpecin TGA     | Giant-Alpecin TGA      | Giant-Alpecin TGA |
| --------------------- | ---------------------- | ----------------- |
| Num                   | Coureur                | Pos               |
| 31                    | Warren Barguil (FRA)   | NP-3              |
| 32                    | Lawson Craddock (USA)* | 28e               |
| 33                    | Roy Curvers (NED)      | 56e               |
| 34                    | Koen de Kort (NED)     | 72e               |
| 35                    | Thierry Hupond (FRA)   | 75e               |
| 36                    | Carter Jones (USA)     | 16e               |
| 37                    | Zico Waeytens (BEL)    | 85e               |
| 38                    |                        |                   |
| Directeur sportif : ? |                        |                   |

| Tinkoff-Saxo TCS      | Tinkoff-Saxo TCS               | Tinkoff-Saxo TCS |
| --------------------- | ------------------------------ | ---------------- |
| Num                   | Coureur                        | Pos              |
| 41                    | Peter Sagan (SVK) (Route)      | 1er              |
| 42                    | Daniele Bennati (ITA)          | 63e              |
| 43                    | Maciej Bodnar (POL)            | AB-3             |
| 44                    | Matti Breschel (DEN)           | 121e             |
| 45                    | Jesús Hernández Blázquez (ESP) | 36e              |
| 46                    | Michal Kolář (SVK)*            | AB-3             |
| 47                    | Jay McCarthy (AUS)*            | 15e              |
| 48                    | Michael Mørkøv (DEN)           | 83e              |
| Directeur sportif : ? |                                |                  |

| Trek Factory Racing TFR | Trek Factory Racing TFR      | Trek Factory Racing TFR |
| ----------------------- | ---------------------------- | ----------------------- |
| Num                     | Coureur                      | Pos                     |
| 51                      | Matthew Busche (USA)         | 24e                     |
| 52                      | Stijn Devolder (BEL)         | 46e                     |
| 53                      | Laurent Didier (LUX) (Clm)   | 35e                     |
| 54                      | Markel Irizar (ESP)          | 48e                     |
| 55                      | Jasper Stuyven (BEL)*        | 38e                     |
| 56                      | Danny van Poppel (NED)*      | 65e                     |
| 57                      | Riccardo Zoidl (AUT) (Route) | 8e                      |
| 58                      | Haimar Zubeldia (ESP)        | 6e                      |
| Directeur sportif : ?   |                              |                         |

| Lotto NL-Jumbo TLJ    | Lotto NL-Jumbo TLJ      | Lotto NL-Jumbo TLJ |
| --------------------- | ----------------------- | ------------------ |
| Num                   | Coureur                 | Pos                |
| 61                    | Robert Gesink (NED)     | 5e                 |
| 62                    | Dennis van Winden (NED) | 91e                |
| 63                    | Jos van Emden (NED)     | 104e               |
| 64                    | Laurens ten Dam (NED)   | 27e                |
| 65                    | Mike Teunissen (NED)*   | 66e                |
| 66                    | Tom Van Asbroeck (BEL)  | 95e                |
| 67                    | Sep Vanmarcke (BEL)     | 59e                |
| 68                    | Maarten Wynants (BEL)   | 84e                |
| Directeur sportif : ? |                         |                    |

| Cannondale-Garmin TCG | Cannondale-Garmin TCG       | Cannondale-Garmin TCG |
| --------------------- | --------------------------- | --------------------- |
| Num                   | Coureur                     | Pos                   |
| 71                    | Andrew Talansky (USA)       | AB-1                  |
| 72                    | Joe Dombrowski (USA)        | 4e                    |
| 73                    | Lasse Norman Hansen (DEN)*  | 96e                   |
| 74                    | Alex Howes (USA)            | 42e                   |
| 75                    | Benjamin King (USA)         | 17e                   |
| 76                    | Ted King (USA)              | 68e                   |
| 77                    | Kristoffer Skjerping (NOR)* | AB-7                  |
| 78                    | Ruben Zepuntke (GER)*       | 43e                   |
| Directeur sportif : ? |                             |                       |

| MTN-Qhubeka MTN       | MTN-Qhubeka MTN                          | MTN-Qhubeka MTN |
| --------------------- | ---------------------------------------- | --------------- |
| Num                   | Coureur                                  | Pos             |
| 81                    | Tyler Farrar (USA)                       | 73e             |
| 82                    | Theo Bos (NED)                           | AB-3            |
| 83                    | Matthew Brammeier (IRL)                  | 93e             |
| 84                    | Gerald Ciolek (GER)                      | 114e            |
| 85                    | Matthew Goss (AUS)                       | 77e             |
| 86                    | Jacques Janse van Rensburg (RSA) (Route) | 31e             |
| 87                    | Daniel Teklehaimanot (ERI)               | 70e             |
| 88                    | Johann van Zyl (RSA)                     | 81e             |
| Directeur sportif : ? |                                          |                 |

| Drapac DPC            | Drapac DPC             | Drapac DPC |
| --------------------- | ---------------------- | ---------- |
| Num                   | Coureur                | Pos        |
| 91                    | Graeme Brown (AUS)     | 118e       |
| 92                    | William Clarke (AUS)   | 105e       |
| 93                    | Jordan Kerby (AUS)*    | 115e       |
| 94                    | Martin Kohler (SUI)    | 82e        |
| 95                    | Darren Lapthorne (AUS) | 54e        |
| 96                    | Travis Meyer (AUS)     | 86e        |
| 97                    | Lachlan Norris (AUS)   | 11e        |
| 98                    | Wouter Wippert (NED)   | 116e       |
| Directeur sportif : ? |                        |            |

| UnitedHealthcare UHC  | UnitedHealthcare UHC    | UnitedHealthcare UHC |
| --------------------- | ----------------------- | -------------------- |
| Num                   | Coureur                 | Pos                  |
| 101                   | Janez Brajkovič (SLO)   | 20e                  |
| 102                   | Marco Canola (ITA)      | AB-3                 |
| 103                   | Jonathan Clarke (AUS)   | 57e                  |
| 104                   | John Murphy (USA)       | 60e                  |
| 105                   | Tanner Putt (USA)*      | 107e                 |
| 106                   | Daniele Ratto (ITA)     | 120e                 |
| 107                   | Kiel Reijnen (USA)      | 117e                 |
| 108                   | Daniel Summerhill (USA) | 58e                  |
| Directeur sportif : ? |                         |                      |

| Novo Nordisk TNN      | Novo Nordisk TNN         | Novo Nordisk TNN |
| --------------------- | ------------------------ | ---------------- |
| Num                   | Coureur                  | Pos              |
| 111                   | Javier Mejías (ESP)      | 102e             |
| 112                   | Scott Ambrose (NZL)*     | AB-3             |
| 113                   | Kevin De Mesmaeker (BEL) | 111e             |
| 114                   | Joonas Henttala (FIN)    | AB-8             |
| 115                   | David Lozano (ESP)       | 103e             |
| 116                   | Andrea Peron (ITA)       | 78e              |
| 117                   | Charles Planet (FRA)*    | 71e              |
| 118                   | Martijn Verschoor (NED)  | 99e              |
| Directeur sportif : ? |                          |                  |

| Optum-Kelly Benefit Strategies OPM | Optum-Kelly Benefit Strategies OPM | Optum-Kelly Benefit Strategies OPM |
| ---------------------------------- | ---------------------------------- | ---------------------------------- |
| Num                                | Coureur                            | Pos                                |
| 121                                | Eric Young (USA)                   | HD-7                               |
| 122                                | Jesse Anthony (USA)                | 119e                               |
| 123                                | Guillaume Boivin (CAN)             | AB-8                               |
| 124                                | Phillip Gaimon (USA)               | 14e                                |
| 125                                | Will Routley (CAN)                 | AB-8                               |
| 126                                | Michael Woods (CAN)                | 32e                                |
| 127                                | Tom Zirbel (USA)                   | 97e                                |
| 128                                | Thomas Soladay (USA)               | HD-7                               |
| Directeur sportif : ?              |                                    |                                    |

| Jelly Belly-Maxxis JBC | Jelly Belly-Maxxis JBC     | Jelly Belly-Maxxis JBC |
| ---------------------- | -------------------------- | ---------------------- |
| Num                    | Coureur                    | Pos                    |
| 131                    | Lachlan Morton (AUS)*      | 88e                    |
| 132                    | Johnathan Freter (USA)*    | AB-8                   |
| 133                    | Alexandr Braico (MDA)      | 47e                    |
| 134                    | Steve Fisher (USA)         | 113e                   |
| 135                    | Gavin Mannion (USA)        | 34e                    |
| 136                    | Nicolae Tanovitchii (MDA)* | AB-8                   |
| 137                    | Jacob Rathe (USA)          | 106e                   |
| 138                    | Fred Rodriguez (USA)       | 110e                   |
| Directeur sportif : ?  |                            |                        |

| Jamis-Hagens Berman JHB | Jamis-Hagens Berman JHB     | Jamis-Hagens Berman JHB |
| ----------------------- | --------------------------- | ----------------------- |
| Num                     | Coureur                     | Pos                     |
| 141                     | Ben Jacques-Maynes (USA)    | AB-2                    |
| 142                     | Luis Amarán (CUB)           | 76e                     |
| 143                     | Gregory Brenes (CRC)        | 45e                     |
| 144                     | Lucas Sebastián Haedo (ARG) | 53e                     |
| 145                     | Daniel Jaramillo (COL)      | 22e                     |
| 146                     | Stephen Leece (USA)         | 108e                    |
| 147                     | Carson Miller (USA)         | AB-8                    |
| 148                     | David Williams (USA)        | AB-8                    |
| Directeur sportif : ?   |                             |                         |

| Hincapie Racing HSD   | Hincapie Racing HSD    | Hincapie Racing HSD |
| --------------------- | ---------------------- | ------------------- |
| Num                   | Coureur                | Pos                 |
| 151                   | Robin Carpenter (USA)* | 39e                 |
| 152                   | Oscar Clark (USA)      | 100e                |
| 153                   | Andžs Flaksis (LAT)    | 61e                 |
| 154                   | Joseph Lewis (AUS)     | 89e                 |
| 155                   | Tyler Magner (USA)     | NP-3                |
| 156                   | Toms Skujiņš (LAT)     | 33e                 |
| 157                   | Dion Smith (NZL)*      | 21e                 |
| 158                   | Joseph Schmalz (USA)   | 98e                 |
| Directeur sportif : ? |                        |                     |

| Axeon BDT             | Axeon BDT                 | Axeon BDT |
| --------------------- | ------------------------- | --------- |
| Num                   | Coureur                   | Pos       |
| 161                   | Geoffrey Curran (USA)*    | 44e       |
| 162                   | Gregory Daniel (USA)*     | 49e       |
| 163                   | Daniel Eaton (USA)*       | 55e       |
| 164                   | Tao Geoghegan Hart (GBR)* | 13e       |
| 165                   | Ruben Guerreiro (POR)*    | 30e       |
| 166                   | Justin Oien (USA)*        | 69e       |
| 167                   | James Oram (NZL)*         | 37e       |
| 168                   | Logan Owen (USA)*         | 52e       |
| Directeur sportif : ? |                           |           |

| SmartStop SSC         | SmartStop SSC               | SmartStop SSC |
| --------------------- | --------------------------- | ------------- |
| Num                   | Coureur                     | Pos           |
| 171                   | Eric Marcotte (USA) (Route) | 87e           |
| 172                   | Chris Butler (États-Unis)   | 40e           |
| 173                   | Rob Britton (CAN)           | 10e           |
| 174                   | Evan Huffman (USA)          | 50e           |
| 175                   | Jure Kocjan (SLO)           | 94e           |
| 176                   | Travis Livermon (USA)       | NP-7          |
| 177                   | Travis McCabe (USA)         | AB-8          |
| 178                   | Robert Sweeting (USA)       | AB-5          |
| Directeur sportif : ? |                             |               |